# 어빌리티 (만화)
《어빌리티》(Ability)는 대한민국의 웹툰으로, 글 작가는 손제호이며 그림 작가는 이광수이다.